# 泉希
泉希（みずき、1981年5月17日－）は、北海道出身のストリッパー。身長155cm・スリーサイズはB85・W56・H85。渋谷道頓堀劇場に所属していた。
2000年7月11日に札幌道頓堀劇場にてデビュー。2012年8月11日から10日間のステージで引退し、地元でかつての職業である美容師に戻ることを表明した。